# Madaski
Madaski, noto anche come Mada, pseudonimo di Francesco Caudullo (Pinerolo, 12 marzo 1965), è un cantante, tastierista e produttore discografico italiano.
Oltre a cantare, suona principalmente le tastiere, i sintetizzatori e il basso elettrico. Negli anni '80, usando ancora il suo nome di battesimo, fu membro del gruppo new wave Suicide Dada per poi fondare, assieme a Vitale "Bunna" Bonino, il gruppo reggae Africa Unite. Dal 1994 è attivo anche come solista con il nome Madaski.

## Biografia

### Inizio carriera: Suicide Dada ed Africa United
Francesco Caudullo è originario di Pinerolo (TO). La sua prima esperienza musicale di una certa rilevanza arriva nei primissimi anni ottanta quando, diplomato in pianoforte, suona nei Suicide Dada, gruppo darkwave torinese che pubblicò il brano Grida nella compilazione Osculum Infame (M.T.T. Records, 1985) curata da Teho Teardo ed il doppio split album uscito per la fanzine VM ed intitolato VM Cinque (Produzioni VM, 1986). Lo split era condiviso con i Destijl, gli Intolerance ed i Regard. Nel 1986 Caudullo venne ospitato nel secondo LP dei Diaframma Tre volte lacrime dove compare nei crediti con il suo nome di battesimo come pianista.
Nel 1981 però, Francesco Caudullo assieme a Vitale "Bunna" Bonino, sentirono già l'esigenza di rivolgere lo sguardo verso il reggae-dub formando i primissimi Africa United (poi Africa Unite), che sarà al centro della scena reggae e alternativa italiana per oltre vent'anni.

### Esperienze soliste e da produttore
Parallelamente agli Africa Unite, Madaski porta avanti anche diversi progetti da solista, si diletta come produttore discografico e partecipa ai lavori di altri gruppi come Radio Rebelde, Reggae National Tickets, Persiana Jones, Mau Mau, B.R. Stylers, Lou Dalfin, SteelA, Eazy Skankers, Dub All Sense e The Dub Sync, progetto dub in collaborazione con Paolo Baldini e Papanico, entrambi membri degli Africa Unite. Durante il Festival di Sanremo 1999 è stato direttore d'orchestra per il brano del gruppo Dr. Livingstone. Ha collaborato anche con artisti come Antonella Ruggiero, Franco Battiato e Jovanotti.

## Discografia

### Solista
- 1994 - Mönsù Dub
- 1996 - Distorta diagnostica
- 1998 - Da Shit is Serious
- 2002 - Dance or Die

### Africa Unite

#### Album studio
- 1987 - Mjekrari
- 1988 - 'Llaka!
- 1991 - People Pie
- 1993 - Babilonia e poesia
- 1995 - Un sole che brucia
- 1997 - Il gioco
- 2000 - Vibra
- 2001 - 20
- 2003 - Mentre fuori piove
- 2006 - Controlli
- 2010 - Rootz
- 2015 - Il punto di partenza
- 2019 - In tempo reale (con Architorti)
- 2021 - People Pie (2021)
- 2022 - Non è fortuna

#### Live
- 1996 - In diretta dal sole
- 2002 - Reggae Vibrations Live
- 2004 - Un'altra ora
- 2020 - In tempo reale Live (con Achitorti)

#### Compilation
- 2005 - In dub
- 2007 - 4 Riddims 4 Unity
- 2008 - BiogrAfrica Unite

### Con i Dub Sync
- 2008 - Dub Ex Machina
- 2012 - The Dub Sync (Method-Universal)